# Linea 2 (metropolitana di Incheon)
La linea 2 (인천 2호선 - 仁川二號線; Incheon Ihoseon) della metropolitana di Incheon è una linea di metropolitana della città metropolitana di Incheon, che si estende per 29,3 km (di cui 5,4 in superficie), e servita da 27 stazioni. L'apertura era inizialmente prevista per il 2014, ma è stata infine spostata al luglio 2016.
La linea impiega materiale prodotto dalla Hyundai Rotem a guida automatica senza conducente, con 37 convogli composti da 2 casse, estensibili a 4 per treno.. La frequenza in orario di punta è di un convoglio ogni 3 minuti.

## Stazioni previste
| Codice | Stazione Alfabeto                                | Stazione Hangŭl         | Stazione Hanja              | Collegamenti          | Tipologia | Posizione | Posizione     |
| I201   | Geomdan Oryu                                     | 오류동                  | 梧柳                        |                       | Sup.      | Incheon   | Seo-gu        |
| I202   | Wanggil                                          | 왕길                    | 旺吉                        |                       | Sup.      | Incheon   | Seo-gu        |
| I203   | Geomdan Sageori                                  | 검단                    | 黔丹                        |                       | Sott.     | Incheon   | Seo-gu        |
| I204   | Majeon                                           | 마전                    | 麻田                        |                       | Sott.     | Incheon   | Seo-gu        |
| I205   | Wanjeong                                         | 완정                    | 完井                        |                       | Sott.     | Incheon   | Seo-gu        |
| I206   | Dokjeong                                         | 독정                    | 篤亭                        |                       | Sott.     | Incheon   | Seo-gu        |
| I207   | Geomam                                           | 검암                    | 黔岩                        | ■ AREX ■ KTX          | Sup.      | Incheon   | Seo-gu        |
| I208   | Geombawi                                         | 검바위                  | 黔바위                      |                       | Sup.      | Incheon   | Seo-gu        |
| I209   | Asiad Stadium (Gongchon Sageori)                 | 공촌사거리              | 아시아드競技場 (公村사거리) |                       | Sott.     | Incheon   | Seo-gu        |
| I210   | Seo-gucheong                                     | 서구청                  | 西區廳                      |                       | Sott.     | Incheon   | Seo-gu        |
| I211   | Gajeong                                          | 가정                    | 佳亭                        |                       | Sott.     | Incheon   | Seo-gu        |
| I212   | Gajeong Jungang Market                           | 가정중앙시장            | 佳亭中央市場                |                       | Sott.     | Incheon   | Seo-gu        |
| I213   | Seongnam                                         | 석남                    | 石南                        | ● Linea 7 Seul (2018) | Sott.     | Incheon   | Seo-gu        |
| I214   | West Woman's Community Center                    | 서부여성회관            | 西部女性會館                |                       | Sott.     | Incheon   | Seo-gu        |
| I215   | Incheon Gajwa                                    | 인천가좌                | 仁川佳佐                    |                       | Sott.     | Incheon   | Seo-gu        |
| I216   | Gajaeul                                          | 가재울                  | 가재울                      |                       | Sott.     | Incheon   | Seo-gu        |
| I217   | Juan Nat'l Industrial Complex (Incheon J Valley) | 주안국가산단(인천J밸리) | 朱安國家團産團(仁川J밸리)   |                       | Sott.     | Incheon   | Nam-gu/Seo-gu |
| I218   | Juan                                             | 주안                    | 朱安                        | ● Linea 1 Seul        | Sott.     | Incheon   | Nam-gu        |
| I219   | Simin gongweon                                   | 시민공원                | 市民公園                    |                       | Sott.     | Incheon   | Nam-gu        |
| I220   | Seokbawi sijang                                  | 석바위시장              | 石바위市場                  |                       | Sott.     | Incheon   | Nam-gu        |
| I221   | Incheon Municipio                                | 인천시청                | 仁川市廳                    | ● Linea 1 Incheon     | Sott.     | Incheon   | Namdong-gu    |
| I222   | Seokcheon Sageori                                | 석천사거리              | 石川사거리                  |                       | Sott.     | Incheon   | Namdong-gu    |
| I223   | Moraenae sijang                                  | 모래내 시장             | 모래내 市場                 |                       | Sott.     | Incheon   | Namdong-gu    |
| I224   | Mansu                                            | 만수                    | 萬水                        |                       | Sott.     | Incheon   | Namdong-gu    |
| I225   | Namdong gucheong                                 | 남동구청                | 南洞區廳                    |                       | Sott.     | Incheon   | Namdong-gu    |
| I226   | Incheon Grand Park                               | 인천대공원              | 仁川大公園                  |                       | Sup.      | Incheon   | Namdong-gu    |
| I227   | Unyeon (Seochang)                                | 운연(서창)              | 雲宴(西昌)                  |                       | Sott.     | Incheon   | Namdong-gu    |